# Cimento Portland Branco

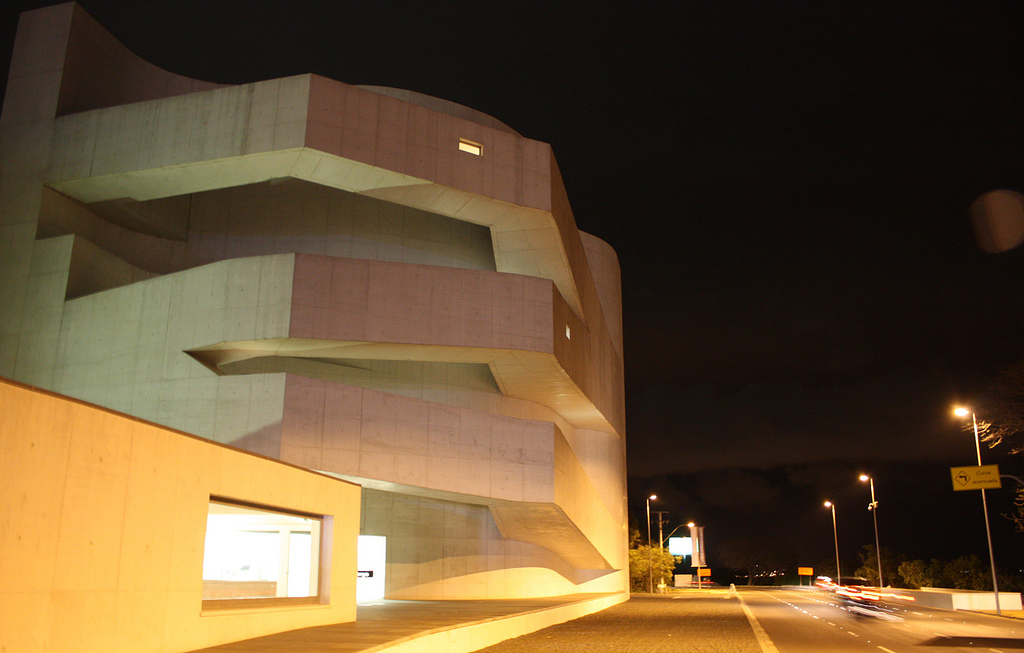
Fundação e Museu Iberê Camargo

O Cimento Portland Branco é um aglomerante hidráulico constituído de clínquer Portland branco, uma ou mais formas de sulfato de cálcio, se diferencia por coloração, e está classificada em dois subtipos: estrutural e não estrutural.

## Toxidade
O cimento branco é o menos tóxico que o cinza e não é radioativo. Existem no mercado marcas de cimento branco com as mesmas propriedades de resistência e de concretagem com cimentos cinza.